# Magdalena Kronschläger

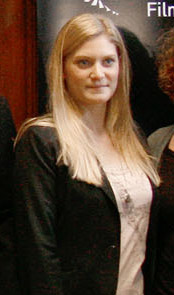
Magdalena Kronschläger auf der Pressekonferenz zum Österreichischen Filmpreis 2011

Magdalena Kronschläger (* 4. Oktober 1982 in Wels, Oberösterreich) ist eine österreichische Schauspielerin.

## Biografie
Magdalena Kronschläger kam im Alter von 17 Jahren mit der Schauspielerei in Berührung, als sie einen Mitschüler zu einem Theater-Workshop begleitete. Sie begeisterte sich für den Schauspielberuf und gab ihre ersten öffentlichen Auftritte in dem Musical Schattenwelt (Veranstaltungszentrum Gunskirchen, 2001) und in dem Stück Amnesty (dietheater Künstlerhaus in Wien, 2003), einem Projekt von Amnesty International. Von 2003 bis 2006 studierte Kronschläger am Wiener Max Reinhardt Seminar. Im Rahmen ihrer Ausbildung wirkte sie unter anderem als Elisabeth in William Shakespeares Richard III. (2005) und als Valery in Albert Ostermaiers Death Valley Junction (2006) mit. Für ihre Leistung in Philipp Hauß’ Inszenierung von Elfriede Jelineks Bambiland (2006) gewann sie 2007 mit dem übrigen Schauspielensemble eine Auszeichnung auf dem International Theatre School Festival in Warschau sowie den Vontobel-Preis beim Theatertreffen deutschsprachiger Schauspielstudierender. „Am spannendsten sie jene Charaktere, bei denen man nicht gleich auf den ersten Blick sieht, was alles dahintersteckt und erst langsam die Fassade abbröckelt. Ich mag gerne jene Rollen, die nach Leben schreien, durchbrechen – oder aus einem bestimmten Grund eben nicht durchbrechen können“, so Kronschläger.
Nach Beendigung ihrer Schauspielausbildung absolvierte Kronschläger im Frühjahr 2009 einen Gastauftritt am Stadttheater Klagenfurt, als sie in Stephanie Mohrs Inszenierung von Der zerbrochne Krug die Eve als herziges Hippie-Mädchen verkörperte. Diesem folgte während des Theatersommer Haag 2010 in Haag die Darstellung der Brooke Ashton in Michael Frayns Der nackte Wahnsinn neben Gerti Drassl und Annette Frier. Der Part einer Aktrice, die ihr mangelndes Talent durch die Betonung ihrer körperlichen Reize zu überspielen versucht, brachte ihr Lob seitens der Kritiker ein. In der Vergangenheit arbeitete Kronschläger auch für Hörspielproduktionen und nahm an Lesungen teil.
Parallel zu ihrer Theaterarbeit begann Kronschläger ab 2008 auch im Film und Fernsehen in Erscheinung zu treten. So wurde sie unter anderem für den Heimatfilm Bauernprinzessin III (2009) besetzt und war mit kleinen Rollen in zwei Folgen der deutsch-österreichischen Krimiserie Tatort (Kinderwunsch, 2009; Glaube, Liebe, Tod, 2010) vertreten. Einem größeren österreichischen Publikum wurde Kronschläger durch Sabine Derflingers Spielfilm Tag und Nacht (2010) bekannt. In dem Drama ist sie gemeinsam mit Anna Rot als befreundete Wiener Studentinnen zu sehen, die sich entschließen, für einen Escort-Service zu arbeiten. Der Part der Hanna brachte Kronschläger eine Nominierung als beste Darstellerin für den 2011 erstmals vergebenen Österreichischen Filmpreis ein.

## Theaterstücke (Auswahl)
| Jahr | Theaterstück          | Rolle  | Bühne                   |
| ---- | --------------------- | ------ | ----------------------- |
| 2009 | Der zerbrochne Krug   | Eve    | Stadttheater Klagenfurt |
| 2010 | Der nackte Wahnsinn   | Vicky  | Theatersommer Haag      |
| 2011 | Ein Sommernachtstraum | Hermia | Theatersommer Haag      |

## Filmografie (Auswahl)
- 2009: Bauernprinzessin III  – In der Zwickmühle (TV)
- 2009: Schnell ermittelt – Herta Weissenberger (Fernsehfilm)
- 2009: Tatort – Kinderwunsch (Fernsehreihe)
- 2010: Tatort – Glaube, Liebe, Tod
- 2010: Tag und Nacht
- 2011: Papa (Kurzfilm)
- 2011: SOKO Kitzbühel – Geisterjäger (Krimireihe)
- 2011: Atmen
- 2011: Der Wettbewerb (Fernsehfilm)
- 2012: Deine Schönheit ist nichts wert
- 2013: Alles Schwindel (Fernsehfilm)
- 2014: Landkrimi – Steirerblut (Fernsehfilm)
- 2015: Planet Ottakring
- 2016: Kater
- 2018: Landkrimi – Grenzland (Fernsehfilm)
- 2019: Tatort – Glück allein
- 2020: Freud (Fernsehserie)
- 2021: Todesurteil – Nemez und Sneijder ermitteln
- 2024: SOKO Linz – Weichenstellung	(Fernsehserie)
- 2025: Die Toten vom Bodensee – Das Geisterschiff (Fernsehreihe)

## Auszeichnungen
- 2007: Ensemblepreis auf dem International Theatre School Festival in Warschau für das Theaterstück Bambiland
- 2011: nominiert für den Österreichischen Filmpreis als Beste weibliche Darstellerin für Tag und Nacht